# Hellas

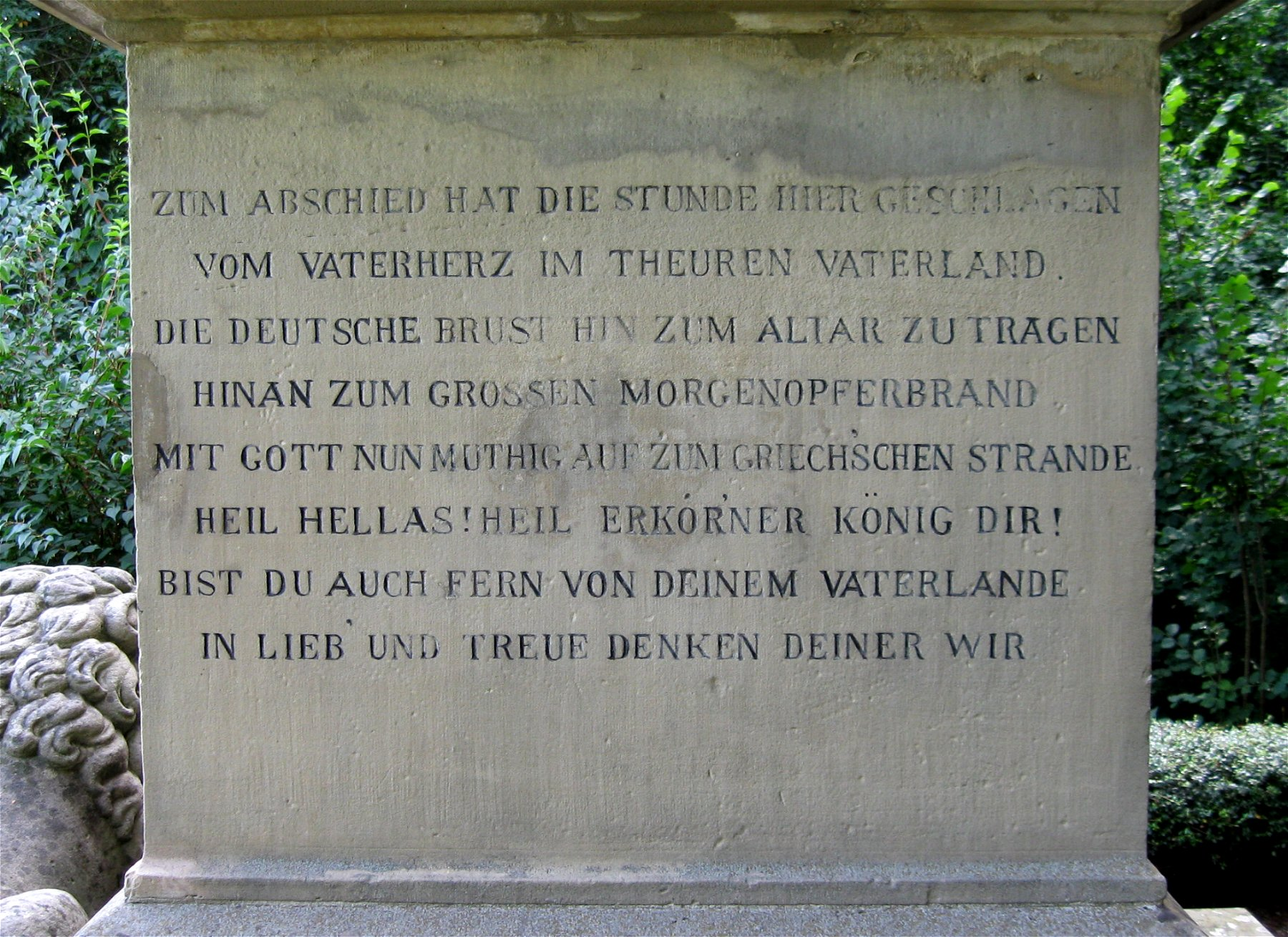
Hellas als Synonym für Griechenland auf der Inschrift der Ottosäule

Hellas (altgriechisch Ἑλλάς Hellás, moderne Aussprache Ellás) ist die Eigenbezeichnung Griechenlands in der Antike und bis heute in antikisierendem Sprachgebrauch. Bis 1500 v. Chr. war es zudem der Name einer Stadt unweit Pharsalos in der südthessalischen Landschaft Phthiotis, die von Hellen (Ἕλλην) gegründet sein soll. Hellen gilt auch als Urvater des Stammes der Hellenen, die in dieser Region lebten. Bei Homer war Hellas der Name des Distrikts Phthia (siehe Griechen: Bezeichnungen für die Griechen).
Bis heute findet der Begriff in Griechenland in formellen Angelegenheiten Verwendung (z. B. als Bezeichnung in Firmennamen, etwa griechischer Tochtergesellschaften ausländischer Konzerne), ebenso zu festlichen Anlässen (z. B. Sportlerehrungen). Bei alltäglichen Angelegenheiten, z. B. auch in den Fernsehnachrichten, wird hingegen die neugriechische Form Ελλάδα Elláda gebraucht.
Auch in anderen Sprachen wird der Begriff manchmal in literarischem Kontext verwendet. Als Bezug zum griechischen Kulturkreis steht dieser Begriff zudem Pate für diverse Organisationen und Produkte. Relativ häufig findet sich der Begriff als Name von Sportvereinen, sowohl bei historischen als auch bei solchen der griechischen Diaspora.
Eine Hellasstraße gibt es in Oranienburg (Brandenburg), Künzelsau (Baden-Württemberg) und Friedrichsthal (Saarland), einen Hellasweg in Hamburg und Magdeburg (Sachsen-Anhalt).